# Vasilkivka
Vasilkivka (en ucraniano: Васильківка, romanizado: Vasylkivka) es un pueblo ucraniano perteneciente al óblast de Dnipropetrovsk. Situado en el este del país, es parte del raión de Sinélnikove y centro del municipio (hromada) homónimo.

## Toponimia
El nombre del asentamiento en ruso es Vasilkovka (en ruso: Васильковка). 

## Geografía
Vasilkivka se encuentra a orillas del río Vovcha, 82 km al suroeste de Dnipró. 

## Historia
Los orígenes de la ciudad se remontan a los cosacos de Zaporiyia, cuyo líder Vasilkov Zimovniki estableció aquí un puesto militar para vigilar a los tártaros en 1707. En 1775 se fundó un asentamiento cuyos habitantes vivían principalmente de la agricultura y la ganadería. Debido a la favorable situación del tráfico, el pueblo creció rápidamente y en 1859 la población era de 4300 habitantes y en 1886 ya era de 5552. A finales del siglo XIX el pueblo formaba parte del uyezd de Pavlogrado, en la gobernación de Yekaterinoslav.
Después de la introducción de una nueva división administrativa de la RSS de Ucrania, el pueblo se convirtió en el centro del raión de Vasilkivka. Durante el Holodomor (1932-1933), al menos 136 habitantes del pueblo murieron.
Durante la Segunda Guerra Mundial, las tropas de la Wehrmacht ocuparon el lugar el 18 de octubre de 1941, que fue liberado por las tropas soviéticas el 17 de septiembre de 1943. En 1957, Vasilkivka recibió el estatus de asentamiento de tipo urbano.
Hasta el 18 de julio de 2020, Vasilkivka fue el centro del raión de Vasilkivka. El raión fue abolido en julio de 2020 como parte de la reforma administrativa de Ucrania, que redujo el número de raiones del óblast de Dnipropetrovsk a siete. El territorio del raión de Vasilkivka se fusionó con el raión de Sinélnikove.En 2023, Vasilkivka perdió el estatus de asentamiento de tipo urbano debido a la eliminación de este estatus administrativo.

## Demografía
La evolución de la población de Vasilkivka entre 1859 y 2022 fue la siguiente:
| 4300                                                          | 5552 | 14 133 | 11 135 | 11 918 | 12 764 | 12 111 | 11 848 | 11 916 | 11 848 | 11 242 |
| (Fuente: Cities & Towns of Ukraine y UKRAINE: Größere Städte) |      |        |        |        |        |        |        |        |        |        |

Según el censo de 2001, la lengua materna de la mayoría de los habitantes, el 94,51%, es el ucraniano; y del 4,99%, el ruso.

## Infraestructura

### Transporte
Vasilkivka está conectada por carretera con Pavlojrado, donde tiene acceso a la autopista M04 que conecta Dnipró con Pokrovsk, y con Pokrovske, donde la autopista H15 continúa hasta Zaporiyia. La estación de tren de Ulianivka se encuentra en Vasilkivka, en la línea ferroviaria que conecta Dnipró con Pokrovske y con otras conexiones a Pokrovsk, Zaporiyia y Berdiansk. 

## Personas ilustres
- Vladímir Maslachenko (1936-2010): futbolista soviético ucraniano, que se desempeñaba como guardameta.